# Jackass 3D
Jackass 3D (también conocida como Jackass 3) es una película de 2010 filmada en 3D y tercera película seguida por Jackass 2.5. Fue lanzada el 15 de octubre de 2010 por Paramount Pictures y MTV Films a los cines americanos. Esta fue la última película de Jackass que Ryan Dunn haya participado antes de su muerte el 20 de junio de 2011.

## Reparto
- Johnny Knoxville
- Bam Margera
- Steve-O
- Ryan Dunn
- Chris Pontius
- Preston Lacy
- Ehren McGhehey
- Dave England
- Wee Man

Apariciones de invitados
- The Dudesons
- Loomis Fall
- Brandon Novak
- Britney Spears
- April Margera y Phil Margera
- Rake Yohn
- Will the Farter
- Will Oldham
- Rip Taylor
- Half Pint Brawlers
- Lance Bangs
- Bob (Puerco)

- Jugadores de fútbol americano, Erik Ainge, Jared Allen, y Josh Brown.
- Atletas de deporte extremo, Mat Hoffman, Tony Hawk, Kerry Getz, Eric Koston y Parks Bonifay.
- Actores, Seann William Scott, Edward Barbanell, John Taylor y Angie Simms.
- De Nitro Circus, Andy Bell, Erik Roner y Tommy "Streetbike Tommy" Passemante.
- De Weezer, Rivers Cuomo, Brian Bell y Scott Shriner.
- Mike Judge (como Beavis y Butt-head)
- Expertos en animales, Manny Puig, David Weathers, y Jason Deeringer.

## Jackass 3.5
Jackass 3.5 es la secuela de 2011 de Jackass 3D, compuesta de grabaciones durante la filmación de Jackass 3D y entrevistas del elenco y equipo (parecida a Jackass 2.5). El primer tráiler de la película fue estrenado en línea el 27 de enero de 2011 y la película fue lanzada en Blu-Ray y DVD el 14 de junio de 2011.